# Santa Catarina Ticuá
Santa Catarina Ticuá är en kommun i Mexiko.   Den ligger i delstaten Oaxaca, i den sydöstra delen av landet, 300 km sydost om huvudstaden Mexico City.
Följande samhällen finns i Santa Catarina Ticuá:
- Fortín de Juárez
- Paz y Unión